# Wikulowo (Tjumen)
Wikulowo (russisch Ви́кулово) ist ein Dorf (selo) in der Oblast Tjumen in Russland mit 6995 Einwohnern (Stand 14. Oktober 2010).

## Geographie
Der Ort liegt gut 300 km Luftlinie östlich des Oblastverwaltungszentrums Tjumen im Westsibirischen Tiefland. Er befindet sich am linken Ufer des Irtysch-Nebenflusses Ischim.
Wikulowo ist Verwaltungszentrum des Rajons Wikulowski sowie Sitz der Landgemeinde Wikulowskoje selskoje posselenije, zu der außerdem das 5 km südwestlich gelegene Dorf Tschebaklei gehört.

## Geschichte
Als Gründungsjahr des Dorfes gab Gerhard Friedrich Müller, der im Rahmen der Zweiten Kamtschatkaexpedition in den 1730er-Jahren Sibirien bereiste, 1691 an. Nach seinem Gründer mit Familiennamen Wikulow erhielt es zunächst die Bezeichnung Wikulowa („Wikulows (Dorf)“); erst im 20. Jahrhundert bürgerte sich die heutige Form ein.
Seit November 1923 ist Wikulowo Verwaltungssitz eines nach ihm benannten Rajons.

### Bevölkerungsentwicklung
| Jahr | Einwohner |
| ---- | --------- |
| 1897 | 1026      |
| 1939 | 3216      |
| 1959 | 4097      |
| 1970 | 4750      |
| 1979 | 6138      |
| 1989 | 6751      |
| 2002 | 6997      |
| 2010 | 6995      |

Anmerkung: Volkszählungsdaten

## Verkehr
Nach Wikulowo führt die Regionalstraße 71N-601, die beim etwa 60 km südlich gelegenen benachbarten Rajonzentrum Abatskoje als 71N-101 von der föderalen Fernstraße R402 Tjumen – Omsk abzweigt und dem linken Ufer des Ischim folgt. Von Wikulowo verläuft sie weiter als 71N-603 den Ischim abwärts bis zur Grenze der Oblast Omsk und dort ins Rajonzentrum Ust-Ischim an der Mündung des Flusses. Von Südwesten wird Wikulowo von der 71N-605 erreicht, die im gut 100 km entfernten Ischim ebenfalls an der R402 beginnt und durch das westlich benachbarte Rajonzentrum Bolschoje Sorokino führt. In Ischim befindet sich an der Transsibirischen Eisenbahn auch die nächstgelegene Bahnstation. In östlicher Richtung überquert in Wikulowo die 71N-604 den Fluss Ischim und erschließt den östlichen Teil des Rajons bis zum Dorf Katai.